# Bioturbation

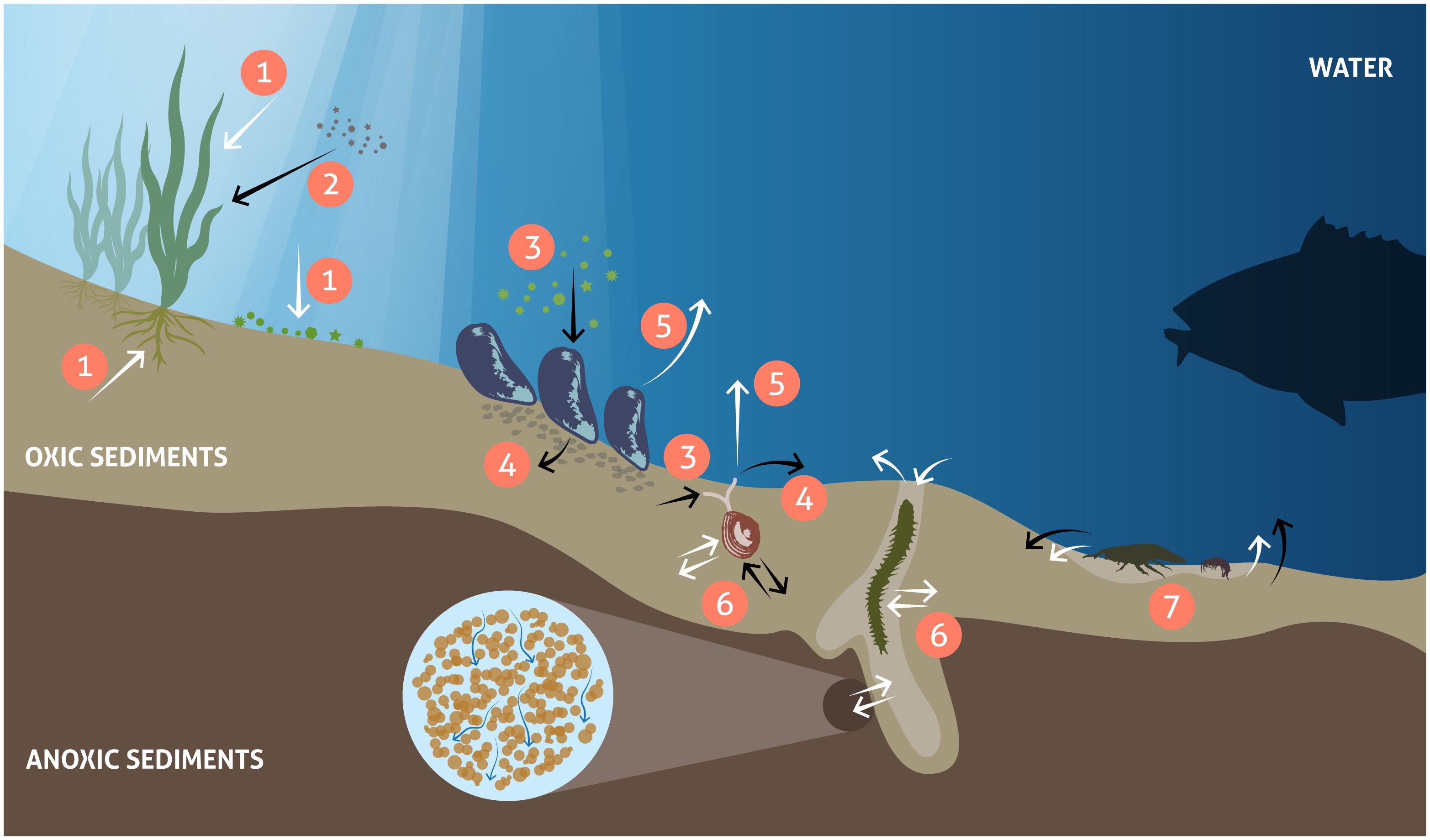
Schéma présentant la diversité des espèces benthiques et notamment des organismes bioturbateurs (6) qui ont un impact sur le type et l'intensité du remaniement sédimentaire et de la.

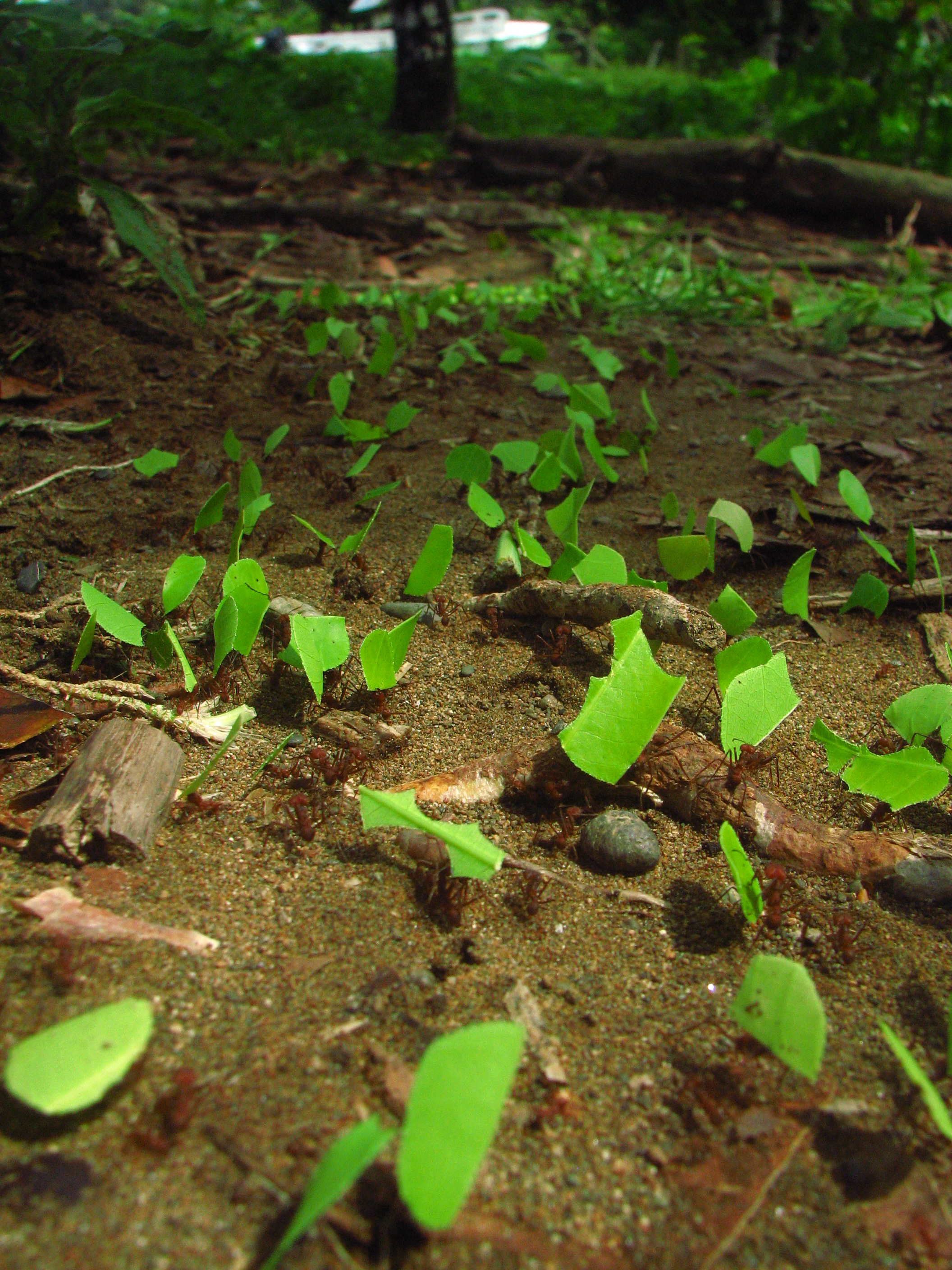
Les fourmis champignonnistes attistes cultivent un champignon symbiote. Elles transportent des feuilles découpées par leurs ouvrières sur des centaines de mètres. Dans la fourmilière, de minuscules ouvrières, les jardinières, fragmentent les morceaux de feuilles, les imprègnent de salive et les compactent pour former le jardin ou meule à champignon. C'est une des nombreuses formes de bioturbation "horizontale".

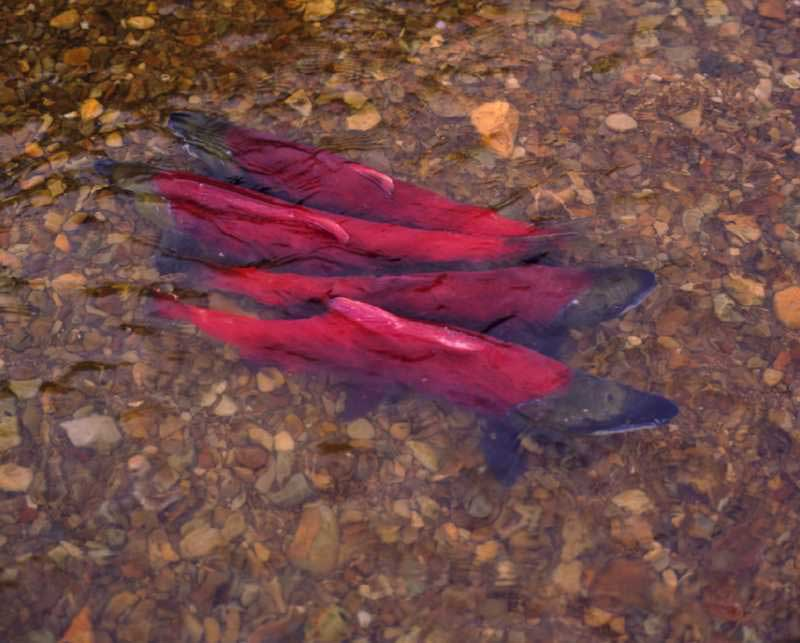
Outre des protéines, les saumons reproducteurs ramènent de l'océan à la source où ils vont pondre et mourir, une grande quantité d'oligoéléments rares dans les hauts des bassins versants (phosphore, iode, magnésium, etc.). Via les excréments de leurs prédateurs ces oligoéléments sont dispersés dans le haut du bassin versant, contribuant à l'enrichir. C'est une autre forme de bioturbation.

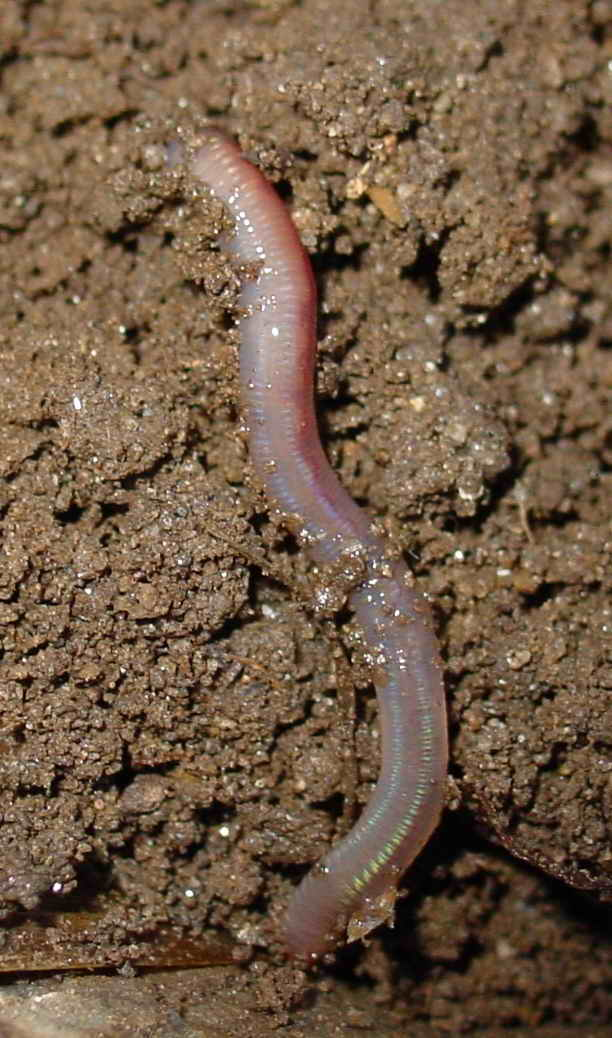
Le ver de terre déplace horizontalement ou verticalement (selon l'espèce) de grandes quantités de matière et d'éléments chimiques. Il enfouit notamment dans le sol les feuilles mortes décomposées.

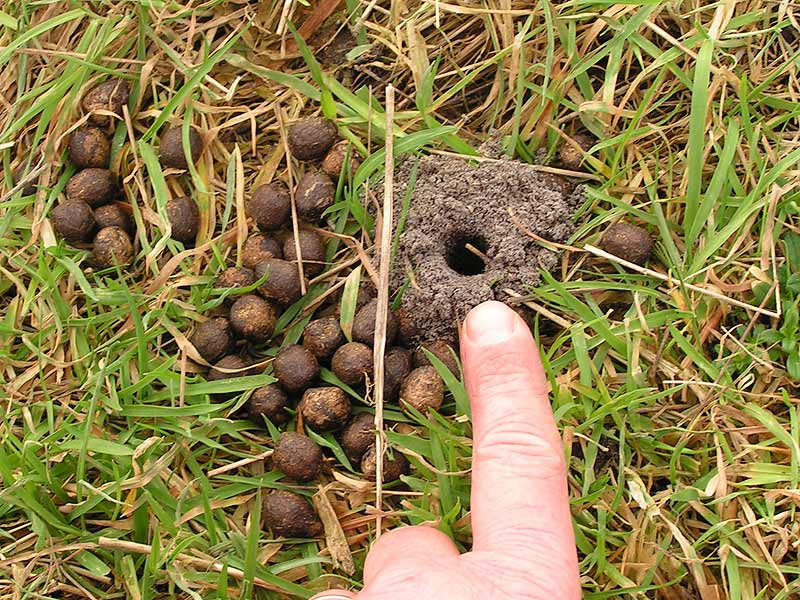
Les bousiers contribuent à enfouir de la matière organique (excréments). Entrée d'une galerie creusée par un typhaeus (Typhaeus typhoeus).

La bioturbation désigne le réarrangement physique, spatiotemporel, du matériel pédologique ou des sédiments par le mouvement (remaniement) d'organismes vivants (dits bioturbateurs) au niveau du sol (pédoturbation) ou des fonds marins (bioturbation benthique). Phénomène ubiquiste présent dans tous les écosystèmes terrestres et aquatiques, ce déplacement vertical et horizontal de la matière organique et des particules minérales se produit en profondeur (terriers, galeries des animaux considérés comme des espèces ingénieures) ou en surface (traces d'enfouissement, de marche, de reptation qui, lorsqu'elles sont préservées dans les roches, constituent les ichnofossiles). Le mélange actif des couches de sol ou de la colonne sédimentaire peut être d'origine animale (zooturbation essentiellement due aux animaux fouisseurs invertébrés terrestres — fourmis, termites, vers de terre —, benthiques — vers arénicoles, crustacés —, et vertébrés — taupes, marmottes, wombats), végétale (phytoturbation ou floraturbation due à la croissance racinaire et aux chutes d'arbres) ou microbien. La microbioturbation est due à l'action des microorganismes, de la microfaune (nématodes) et de la mésofaune (acariens, collemboles) , la macrobioturbation à l'action de la macroflore et de la macrofaune (vers de terre, arthropodes) qui gouvernent la répartition de la matière minérale et organique et sa transformation en contrôlant les activités métaboliques des communautés fongiques et des peuplements bactériens aérobies et anaérobies. Ainsi, les interactions mutualistes des organismes bioturbateurs avec ces microorganismes, en oxygénant le substrat poreux, en réalisant un mélange intime de la matière minérale (provenant essentiellement de l'altération, en profondeur, de la roche-mère) et de la matière organique vivante ou non (venue de la surface), jouent un rôle important dans la régulation des cycles biogéochimiques à différentes échelles emboîtées de temps et d'espace.

## Échelles spatiotemporelles
Le cycle biogéochimique des éléments sur la planète n'est pas un système passif et entropique. Il est pour partie activement « contrôlé » par le Vivant, à son profit. Toutes les espèces, et plus encore certaines d'entre elles, certaines guildes ou associations d'espèces contribuent à la circulation des éléments chimiques, de la matière, de certaines formes d'énergie stockée et des nutriments. La mobilisation se fait surtout dans le sol, les sédiments et l'eau, mais les transferts peuvent aussi concerner le compartiment aérien où les insectes et les oiseaux déplacent à chaque instant des milliers de tonnes de matière, parfois sur de longue distance à chaque saison de migration. 
Les organismes ingénieurs du sol produisent des structures biogéniques (turricules,  agrégats formés au contact des racines, nids des insectes sociaux : fourmilières, termitières) qui délimitent dans le sol des domaines, physiquement identifiables, (rhizosphère, drilosphère (en), myrmécopshère, termitosphère…).
La distance parcourue par un élément, ainsi que sa vitesse de transfert varient fortement selon le contexte biogéographique et les espèces en cause. Prenons à titre d'illustration le cas d'un élément qui pourrait être un nutriment ou un oligoélément (phosphore, soufre ou potassium par exemple), ou un élément métallique toxique, un radionucléide ou encore un polluant organochloré :
- des bactéries peuvent le concentrer et le déplacer très localement, à une échelle généralement micrométrique ;
- des protozoaires ou de petits invertébrés peuvent les déplacer sur une distance plus grande, généralement centimétrique ou métrique ;
- des champignons, ou des animaux fouisseurs tels que le ver de terre, ou le lapin qui creuse son terrier peuvent déplacer cet élément horizontalement ou verticalement, plus rapidement, soit par la dispersion du sol, soit en l'ingérant et le transportant ;
- certains mammifères (baleines par exemple), les poissons et oiseaux migrateurs peuvent le transférer, en quelques jours à des échelles planétaires.

Ainsi en Biélorussie, du césium provenant des retombées de Tchernobyl, qui aurait percolé à 20 cm de profondeur 20 ans après l'accident, peut être concentré et ramené en surface par un champignon, mangé par une limace, consommée par un oiseau qui sera quelques jours plus tard en Afrique où il peut être à son tour consommé par l'Homme ou un autre animal, ou mourir. Dans tous les cas l'élément en question aura été déplacé.
La bioturbation prend beaucoup d'importance lorsqu'elle se fait à partir de sites riches en un élément rare, ou en polluants et quand elle fait intervenir des organismes filtreurs ou concentrateurs, ou des espèces du sommet de la chaîne alimentaire, que sont par exemple respectivement les coquillages filtreurs ou les champignons.
Les effets du brassage par bioturbation sont bien visibles dans un terrarium avec des couches de terres de couleur et de texture différentes. Lorsqu'on y place quelques vers de terre en y maintenant une humidité optimale pour eux, l'ensemble des couches sont mélangées et la couleur est homogène après quelques mois.

## Fonctions écologiques, services écosystémiques
Sans la bioturbation, de nombreux éléments vitaux finiraient par disparaître dans les fonds océaniques. Ainsi le plancton reconcentre-t-il le soufre apporté des continents par les pluies et le renvoie quand il meurt dans l'atmosphère où les pluies l'apporteront aux terres émergées. 
À partir des estuaires où ils commencent leur vie, de nombreux jeunes poissons ou crustacés vont devenir des « vecteurs biotiques » (sensu Forman 1981) et exporter de la matière organique vers l'océan (phénomène dit « Outwelling ») alors que d'autres organismes font l'inverse (« inwelling »), formant avec les premiers un système dénommé « coupling system » par Hasler. De même a-t-on montré que les saumons qui remontaient autrefois les fleuves par dizaines de millions pour pondre dans leur ruisseau natal avant d'y mourir étaient la source la plus importante de certains oligo-éléments vitaux (potassium, magnésium, iode qu'ils ont accumulé dans leur organisme lors de leur croissance en mer) pour le fleuve, mais aussi pour une grande partie du bassin versant, grâce à la bioturbation (par exemple, les ours, les lynx qui mangeaient les saumons en quantité diffusaient ces oligo-éléments via leurs excréments, mais aussi les insectes et d'autres espèces exportant de la matière organique du fleuve.
Certaines espèces de vers de terre (endogés) diffusent les matériaux horizontalement, d'autres espèces (épiendogés) remontent ces éléments à la surface ou les enfouissent, enrichissant et homogénéisant de manière continue l'horizon superficiel. En zone tempérée, la totalité des premiers vingt centimètres du sol d'une prairie est passé plusieurs fois par le tube digestif des vers de terre.
En mer, les organismes vivants mobiles  (dont le plancton, les méduses et les poissons) et les organismes filtreurs jouent un grand rôle dans le « micromélange » perpétuel de l'eau, par les microturbulences engendrées par leurs mouvements. Ceci peut être montré par le temps de mélange d'un colorant non toxique dans l'eau ; là où ils sont densément présents (de même dans les bassins de pisciculture) les poissons en mouvement contribuent aussi au mélange de l'eau (Ex : en réservoirs circulaires, en présence du poisson Sciaenops ocellatus (test fait avec 36 poissons, soit un total de 5 kg de poids humide) accélèrent le mélange de l'eau, et de la même manière pour deux débits différents testés lors de cette expérience : le temps de mélange est divisé par 3. Et la présence ou l'absence de poisson n'avait pas d'effet sur la durée de résidence ou de circulation dans l'hydraulique).
Charles Darwin, petit-fils du naturaliste du même nom, a supposé que la faune océanique pouvait contribuer au « macromélange » des eaux, voire à entretenir une part de certains courants marins. 

Selon des calculs faits dans les années 1960, l'influence du mouvement des animaux sur celui de la masse d'eau serait négligeable (les turbulences laissées par leurs organes natatoires s'évanouissant rapidement). 

Cependant une expérience et une nouvelle modélisation publiée en 2009 par deux chercheurs américains, montre que  si l'on prend en compte la viscosité de l'eau et la morphologie des espèces en déplacement, certaines espèces marines se déplaçant au même moment et dans la même direction entrainent avec elles et par leurs mouvements - par viscosité - une masse d'eau bien plus importante que ce qu'on avait d'abord calculé ; si les remous provoqués par les battements de queue ou de nageoire d'un animal sont effectivement peu efficaces pour déplacer de l'eau, ceux qui sont induits par le déplacement des corps eux-mêmes ne sont plus négligeables quand un grand nombre d'individus se meuvent dans une même direction, même pour des espèces microscopiques (zooplancton) ou sans grande dépense apparente d'énergie (méduses). Selon les auteurs, ils peuvent jouer un rôle très important dans le brassage des océans, du même ordre que les vents et les marées. Pour tester leur hypothèse, ces biologistes ont, dans un lagon du Pacifique, observé l'effet du mouvement d'un groupe de méduses sur des traceurs fluorescents placés sur leurs trajets. Le déplacement des traceurs a clairement montré que le déplacement des méduses étaient bien la cause d'une grande partie des remous qui mélangeaient l'eau (et donc les couches thermiques) de ce lagon. La bioturbation d'eaux plus fraiches ou plus denses et salées vers le haut, est donc un des paramètres qui pourrait permettre, par son intégration, d'affiner les modèles climatiques et océaniques, et de mieux estimer les différents impacts ou causes des régressions ou pullulations observées de certaines espèces marines. 
De tels phénomènes existent également en eau douce (avec le mouvement des populations de daphnies par exemple, mais en zone tempérée le plancton d'eau douce est saisonnier).

## Recyclage des excréments et de la nécromasse
Des espèces telles que les bousiers ou les nécrophages jouent un rôle majeur pour le recyclage et la dispersion respectivement des nutriments contenus dans les excréments et de la nécromasse.

## Fonctions écopaysagères
La bioturbation s'oppose à une partie des effets de l'érosion ;
- d'abord en contribuant au phénomène d'humification et de stabilisation des sols,
- ensuite parce que la faune via son alimentation récupère de la matière organique dans les bassins géographiques (synclinaux ou synformes) et notamment dans les zones humides, pour la diffuser (sous forme d'excréments et de nécromasse) dans l'environnement.

Les animaux de toute taille qui se nourrissent dans l'eau et les sédiments, s'ils quittent ce milieu et n'y meurent pas (ex têtard qui devient grenouille ou crapaud, larve de Chironome qui émerge) ou s'ils en sont extraits par un prédateur (poisson mangé par un héron) contribuent à freiner le comblement des mares et des zones humides, d'une manière non négligeable. Ce sont des millions de tonnes qui sont annuellement ainsi exportées des zones humides.
Dans l'ensemble des milieux, la chaîne trophique (alimentaire) extrait et transporte ainsi des quantités considérables de matière organique, avec un impact géomorphologique non mesuré mais certain.